# Vielverge
Vielverge és un municipi francès, situat al departament de la Costa d'Or i a la regió de Borgonya - Franc Comtat. L'any 2007 tenia 490 habitants.

## Demografia

### Població
El 2007 la població de fet de Vielverge era de 490 persones. Hi havia 186 famílies, de les quals 48 eren unipersonals (16 homes vivint sols i 32 dones vivint soles), 67 parelles sense fills, 63 parelles amb fills i 8 famílies monoparentals amb fills.
La població ha evolucionat segons el següent gràfic:
Habitants censats

### Habitatges
El 2007 hi havia 231 habitatges, 192 eren l'habitatge principal de la família, 25 eren segones residències i 13 estaven desocupats. 223 eren cases i 6 eren apartaments. Dels 192 habitatges principals, 167 estaven ocupats pels seus propietaris i 26 estaven llogats i ocupats pels llogaters; 8 tenien dues cambres, 28 en tenien tres, 49 en tenien quatre i 108 en tenien cinc o més. 177 habitatges disposaven pel capbaix d'una plaça de pàrquing. A 77 habitatges hi havia un automòbil i a 100 n'hi havia dos o més.

### Piràmide de població
La piràmide de població per edats i sexe el 2009 era:
| Homes | Edats   | Dones |
| ----- | ------- | ----- |
| 0     | 95 o +  | 0     |
| 0     | 90 a 94 | 4     |
| 4     | 85 a 89 | 0     |
| 0     | 80 a 84 | 8     |
| 20    | 75 a 79 | 8     |
| 8     | 70 a 74 | 8     |
| 8     | 65 a 69 | 20    |
| 16    | 60 a 64 | 8     |
| 4     | 55 a 59 | 8     |
| 12    | 50 a 54 | 12    |
| 20    | 45 a 49 | 12    |
| 24    | 40 a 44 | 24    |
| 16    | 35 a 39 | 12    |
| 16    | 30 a 34 | 16    |
| 4     | 25 a 29 | 20    |
| 16    | 20 a 24 | 0     |
| 16    | 15 a 19 | 4     |
| 16    | 10 a 14 | 36    |
| 24    | 5 a 9   | 12    |
| 8     | 0 a 4   | 16    |

## Economia
El 2007 la població en edat de treballar era de 290 persones, 219 eren actives i 71 eren inactives. De les 219 persones actives 202 estaven ocupades (105 homes i 97 dones) i 17 estaven aturades (10 homes i 7 dones). De les 71 persones inactives 24 estaven jubilades, 19 estaven estudiant i 28 estaven classificades com a «altres inactius».

### Ingressos
El 2009 a Vielverge hi havia 200 unitats fiscals que integraven 493 persones, la mediana anual d'ingressos fiscals per persona era de 16.355 €.

### Activitats econòmiques
Dels 13 establiments que hi havia el 2007, 1 era d'una empresa alimentària, 4 d'empreses de fabricació d'altres productes industrials, 4 d'empreses de construcció, 2 d'empreses de comerç i reparació d'automòbils, 1 d'una empresa d'hostatgeria i restauració i 1 d'una empresa classificada com a «altres activitats de serveis».
Dels 5 establiments de servei als particulars que hi havia el 2009, 1 era un guixaire pintor, 2 lampisteries, 1 empresa de construcció i 1 restaurant.
L'únic establiment comercial que hi havia el 2009 era una fleca.
L'any 2000 a Vielverge hi havia 8 explotacions agrícoles que ocupaven un total de 420 hectàrees.

## Equipaments sanitaris i escolars
El 2009 hi havia una escola maternal integrada dins d'un grup escolar amb les comunes properes formant una escola dispersa.

## Poblacions més properes
El següent diagrama mostra les poblacions més properes.